# Ida Schöpfer
Ida Schöpfer-Bieri (eigentlich Ida Bieri-Schöpfer; * 22. Oktober 1929 in Flühli; † 7. Juni 2014 ebenda) war eine Schweizer Skirennfahrerin. Sie war zehnfache Schweizer Meisterin. 1954 wurde sie Doppelweltmeisterin in der Abfahrt und in der Kombination.

## Biografie
Schöpfer entstammte einer alteingesessenen Bergbauernfamilie aus Flühli (Kanton Luzern). Zum ersten Mal auf Ski stand sie im Alter von vier Jahren. Später war der Schulweg, den sie im Winter auf Ski zurücklegte, alltägliches Training. Ihr erstes Rennen gewann sie 1938 im Alter von neun Jahren. In den folgenden Jahren sammelte Schöpfer zahlreiche Titel bei den regionalen Amtsskimeisterschaften und den Zentralschweizerischen Meisterschaften.
Auf nationaler Ebene machte Schöpfer erstmals 1948 auf sich aufmerksam, als sie bei den Schweizer Meisterschaften den Kombinationsslalom der Juniorinnen für sich entschied. Im Jahr darauf schaffte sie den Sprung in die schweizerische Skinationalmannschaft. Anfang der 1950er-Jahre avancierte sie dann zur erfolgreichsten Fahrerin des Schweizer Skirennsports. Zwischen 1951 und 1954 holte sie zehn Titel bei den nationalen Meisterschaften: 1951 im Riesenslalom, 1952 in der Abfahrt, im Slalom und in der Kombination, 1953 im Riesenslalom, in der Abfahrt und in der Kombination sowie 1954 im Riesenslalom, im Slalom und in der Kombination.
Dieser nationalen Dominanz hinkte der internationale Erfolg zunächst etwas hinterher. Trotz einigen Achtungserfolgen – wie dem dritten Platz in der Abfahrt der SDS-Rennen 1949 oder dem zweiten Platz im Riesenslalom bei den vorolympischen Wettkämpfen 1951 am Holmenkollen – vermochte Schöpfer es anfänglich nicht, den Schweizer Damenskirennsport aus seiner internationalen Zweitklassigkeit herauszuführen. Bei den Olympischen Winterspielen 1952 in Oslo war sie mit einem zehnten Platz in der Abfahrt und Rang 16 im Riesenslalom jeweils eine der bestplatzierten Schweizerinnen.
Das änderte sich bei den Skiweltmeisterschaften 1954 im schwedischen Åre. Ursprünglich wollte der Schweizerische Skiverband aus finanziellen Erwägungen heraus gar kein Damenteam zu diesen Titelkämpfen entsenden. Als Schöpfer drohte, nie wieder für den Verband an den Start zu gehen, änderten die Funktionäre ihre Haltung und liessen sie und ihre Teamkollegin Madeleine Berthod mit dem Zug nach Schweden reisen. Die WM wurde zum Höhepunkt in Schöpfers Karriere. Zunächst distanzierte sie im Abfahrtslauf die favorisierte Österreicherin Trude Klecker um eine Zehntelsekunde und holte damit den ersten WM-Titel für das Schweizer Damenteam seit Anny Rüegg im Slalom bei den Weltmeisterschaften 1935 in Mürren (sieht man davon ab, dass das von Hedy Schlunegger bei Olympia 1948 geholte Abfahrtsgold auch als WM-Gold zählt). Nachdem sie auf ihrer Paradestrecke, dem Riesenslalom, nur Achte geworden war, errang sie im Slalom mit einem hervorragenden zweiten Lauf die Silbermedaille. Mit ihrer Slalomleistung gewann sie auch die Kombinationswertung mit deutlichem Vorsprung vor ihrer Landsfrau Madeleine Berthod und wurde Doppelweltmeisterin.
Ida Schöpfer wurde daraufhin als erste Frau zum Schweizer Sportler des Jahres 1954 gewählt. Der Skiclub Flühli organisierte 2004 zu ihren Ehren eine «WM-Woche», in deren Rahmen Dokumente und Gegenstände ausgestellt wurden und an der unter anderem auch Karl Erb und Bernhard Russi teilnahmen. Ida Schöpfer verstarb in ihrem Heimatort Flühli im Juni 2014 im Alter von 84 Jahren.

## Statistik

### Olympische Winterspiele
- Olympische Winterspiele 1952 in Oslo: 10. Abfahrt, 16. Riesenslalom, Slalom disqualifiziert

### Weltmeisterschaften
- Åre 1954: 1. Abfahrt, 2. Slalom, 1. Kombination